# Рощевская, Ирина Михайловна
Ирина Михайловна Рощевская (род. 4 июля 1962 года) — российский физиолог, специалист в области сравнительной электрокардиологии, член-корреспондент РАН (2011).
Дочь российского учёного-физиолога, доктора биологических наук, академика РАН Михаила Павловича Рощевского (1933—2025).

## Биография
Родилась 4 июля 1962 года.
В 1984 году — окончила химико-биологический факультет Сыктывкарского государственного университета.
В 1987 году — окончила очную аспирантуру Второго Московского государственного медицинского института имени Н. И. Пирогова.
В 2003 году — защитила докторскую диссертацию.
Заведующая лабораторией сравнительной кардиологии Коми НЦ УрО РАН.
В 2011 году — избрана членом-корреспондентом РАН.

## Научная деятельность
Научные интересы: эволюционная и сравнительная электрокардиология, исследование физиологических механизмов формирования электрического поля сердца у теплокровных животных и человека, решение прямой и обратной задачи электрокардиологии, разработка новых неинвазивных методов кардиодиагностики, скрининг фармакологических препаратов.
Экспериментальные исследования посвящены выявлению закономерностей структурно-функциональной организации миокарда у позвоночных животных разных классов.
Установлены физиологические механизмы формирования электрического поля сердца в зависимости от характера деполяризации предсердий и желудочков, восстановления возбудимости желудочков, архитектоники рабочего миокарда и проводящей системы желудочков сердца у животных с разными типами активации. Проведены исследования формирования кардиоэлектрического поля у теплокровных животных и человека. Выявлены значимые критерии неинвазивной оценки функционального состояния миокарда по кардиоэлектрическому полю при действии фармакологических препаратов, гипертензии и гипертрофии, при искусственных эктопических очагах возбуждения, инфаркта миокарда различной локализации. Выявлены закономерности формирования электрического поля сердца при создании экспериментальной модели ишемии и реваскуляризации, ишемии на фоне гипертрофии. Установлено определяющее влияние термофильности рептилий и характера реакции к температуре на динамику частоты сердечных сокращений при нагревании. При создании трехмерной модели сердца исследована взаимосвязь морфофункциональных характеристик с архитектоникой мышечных волокон левого желудочка сердца свиньи, показавшая региональную неоднородность миокарда. Предложенный метод кардиоэлектротопографии был использован для оценки функционального состояния миокарда при физической нагрузке на основе выявленных изменений амплитудно-временных параметров электрического поля сердца на поверхности грудной клетки спортсменов и нетренированных людей. Выявлены закономерности формирования электрического поля сердца у незрелорождающих животных с разными типами деполяризации желудочков сердца в период раннего постнатального онтогенеза.
Автор и соавтор более 280 научных публикаций.
Под её руководством защищено 6 кандидатских диссертаций.

### Научно-организационная деятельность
- председатель Ученого совета лаборатории сравнительной кардиологии Коми НЦ УрО РАН;
- член Президиума Коми НЦ УрО РАН и Ученого совета Коми НЦ СЗО РАМН;
- член Международного общества по электрокардиологии и Международного общества по биоэлектромагнетизму.

## Награды
- Государственная премия Российской Федерации в области науки и техники (в составе группы, за 2003 год) — за работу «Эволюционная электрокардиология: хронотопография возбуждения сердца позвоночных»
- Заслуженный работник Республики Коми (2012)
- Почётная грамота УРО РАН (1999), почётная грамота Республики Коми (2002)